# 김준혁 (프로게이머)
김준혁(1995년 9월 7일 ~ )은 대한민국의 스타크래프트 II 프로게이머이다. Impact라는 아이디를 사용하며, 종족은 저그이다. 이전에는 Mekia라는 아이디를 사용하기도 했다.
2011년 상반기 드래프트에서 웅진 스타즈의 4차 지명으로 입단하였다.
2013년 10월 1일 Axiom으로 이적했다.
2015년 4월 24일 Axiom과의 결별을 발표했다.
2015년 5월 8일 SK텔레콤 T1 입단을 공식 발표했다.
2016년 10월 SK텔레콤 T1의 스타크래프트 II 종목 팀 해체로 무소속 신분이 되었고 은퇴하였다.
2017년 2월 5일 Dead Pixels에 입단했다.
2019년 3월 22일 Team LP에 입단했다.

## 수상 경력
스타크래프트 II : 프리미어 개인리그 준우승 1회
- 2011년 3월 제63회 스타크래프트 준프로게이머 선발전 입상
- 2013년 9월 2013 WCS 코리아 시즌 3 챌린저리그 48강
- 2014년 4월 2014 WCS 코리아 시즌 2 핫식스 글로벌 스타크래프트 II 리그 코드 A 48강
- 2014년 4월 2014 DreamHack Open: Bucharest 준우승
- 2014년 7월 2014 WCS 코리아 시즌 3 핫식스 글로벌 스타크래프트 II 리그 코드 A 48강
- 2014년 8월 2014 Red Bull Battle Grounds: Global 3위
- 2014년 11월 2014 DreamHack Open: Winter 20강
- 2015년 4월 2015 스베누 글로벌 스타크래프트 II 리그 시즌 2 코드 A 48강
- 2015년 7월 롯데홈쇼핑 2015 KeSPA컵 시즌2 16강
- 2015년 7월 2015 핫식스 글로벌 스타크래프트 II 리그 시즌 3 코드 A 48강
- 2016년 1월 2016 핫식스 글로벌 스타크래프트 II 리그 시즌 1 코드 A 60강
- 2016년 5월 2016 핫식스 글로벌 스타크래프트 II 리그 시즌 2 코드 S 32강
- 2016년 6월 스타크래프트 II 스타리그 2016 시즌 2 챌린지 24강
- 2017년 4월 2017 VSL Season 1 우승
- 2017년 4월 2017 핫식스 글로벌 스타크래프트 II 리그 시즌 2 코드 S 32강
- 2018년 1월 2018 글로벌 스타크래프트 II 리그 시즌 1 코드 S 32강
- 2018년 2월 IEM Season XII - World Championship 12강
- 2018년 4월 2018 글로벌 스타크래프트 II 리그 시즌 2 코드 S 32강
- 2018년 7월 2018 글로벌 스타크래프트 II 리그 시즌 3 코드 S 16강
- 2018년 9월 2018 GSL Super Tournament 시즌2 16강
- 2019년 3월 2019 마운틴듀 글로벌 스타크래프트 II 리그 시즌 1 코드 S 16강
- 2019년 4월 2019 마운틴듀 글로벌 스타크래프트 II 리그 시즌 2 코드 S 16강
- 2019년 7월 2019 마운틴듀 글로벌 스타크래프트 II 리그 시즌 3 코드 S 32강
- 2019년 10월 2019 GSL Super Tournament 시즌2 16강